# British Expeditionary Force
British Expeditionary Force (BEF; deutsch Britisches Expeditionskorps) war, sowohl im Ersten Weltkrieg als auch in der ersten Phase des Zweiten Weltkriegs, die Bezeichnung des Truppenkontingents der British Army, das in Frankreich und Belgien eingesetzt war.

## Ursprung
Die Gründung einer schnellen Eingreiftruppe des britischen Heeres unter der Bezeichnung British Expeditionary Force geht auf Richard Haldane in seiner Tätigkeit als Kriegsminister (1905–1912) zurück. Während seiner Amtszeit wurden in Großbritannien zwei mögliche Kriegsszenarien für einen Krieg der Entente gegen Deutschland diskutiert. Entgegen der Ansicht der Navalisten, die meinten, Großbritannien solle einen reinen Seekrieg mit Deutschland führen und den Landkampf den Franzosen überlassen, ließ Haldane eine Expeditionsstreitmacht zusammenstellen, die zu Kriegsbeginn auf den Kontinent verlegt werden sollte. Ab 1911 war für den Kriegsfall ein Einsatz britischer Truppen auf dem Kontinent zur Unterstützung Frankreichs fest vereinbart.
Zuvor hatte es ab den 1860er Jahren bis etwa 1905 auch britische Überlegungen zu einer Landung in Norddeutschland gegeben. Neben der Aufspaltung deutscher Kräfte sollte dabei in späteren Entwürfen vor allem der Nord-Ostsee-Kanal sowie eventuell Hafenstädte erobert werden. Während dieses Konzept auf britischer Seite eher von der Marine als vom Heer vorangetrieben und lediglich erörtert wurde, sah die deutsche Militärführung es als realistische Gefahr an, insbesondere, nachdem der ehemalige französische Außenminister Théophile Delcassé eine die Absicht einer Landung in Norddeutschland im Oktober 1905 in einer Serie von Zeitungsartikeln öffentlich gemacht hatte. Als mögliche Anlandungsorte wurden die Westküste Schleswig-Holsteins oder der dänische Hafen Esbjerg angenommen, auch wenn im Generalstab mehrheitlich von einer Anlandung der Briten in Antwerpen ausgegangen wurde. Die deutsche Seite verstärkte daraufhin ihre Militärspionage und -aufklärung gegen Großbritannien und übte das Szenario mehrfach in der Generalstabsausbildung. Parallel wurden verstärkte diplomatische Bemühungen um eine Neutralität Dänemarks oder dessen Bindung an die deutsche Seite unternommen. Darüber hinaus wurde der im Jahr 1906 vom Reichstag budgetierte Ausbau von Eisenbahnverbindungen in Nord-Süd-Richtung auch mit einer möglichen britischen Landung und dem schnellen Transport eigener Truppen zu deren Bekämpfung begründet. Beispielsweise beruhte der Bau der Rendsburger Hochbrücke vor allem auf Forderungen des Militärs. 1911 wurde zudem das Ersatzheer beauftragt, neben der Auffüllung der Fronttruppen auch Einheiten in der Fläche bereitzuhalten. Begründung für diese Umstellung war vor allem eine mögliche Landung in Norddeutschland.
Ab etwa 1908 hielt Generalstabschef Helmuth Johannes Ludwig von Moltke aufgrund der inzwischen erreichten Stärke der eigenen Flotte, dänischer Neutralitätsversprechen und des teilweise erfolgten Eisenbahnausbaus das britische Eingreifen im Norden zunehmend für unwahrscheinlich. Dennoch verblieben bei Ausbruch des Ersten Weltkriegs das IX. Reservekorps und vier gemischte Landwehrbrigaden zunächst in Schleswig-Holstein. Erst als am 22. August die britische Expeditionsarmee sicher auf dem westlichen Kriegsschauplatz erkannt worden war, setzten sich diese Verbände ebenfalls dorthin in Marsch.

## Erster Weltkrieg
Am 4. August 1914 marschierten deutsche Truppen in das neutrale Belgien ein. Großbritannien befahl am selben Tag die Mobilmachung seiner Armee. Herbert Kitchener, 1. Earl Kitchener wurde zum Kriegsminister ernannt. Kitchener sagte als einer der Ersten einen mehrjährigen Krieg voraus und gab noch am 5. August den Befehl zur Vergrößerung der Armee aus. Durch Armeebefehl 324 vom 21. August 1914 wurden aus angeworbenen Freiwilligen vorerst sechs neue Divisionen aufgestellt. Insgesamt konnten so bis 1915 mehr als 40 Divisionen als Kitcheners Armee oder Neue Armee für den Einsatz an der Westfront aufgebaut werden.
Nachdem die ersten Einheiten der BEF am 11. August in Le Havre angelandet waren, bestand die British Expeditionary Force in Frankreich bis Herbst 1914 aus vier Infanteriedivisionen und einer Kavalleriedivision. Geführt wurde sie von Feldmarschall John French. Die Infanteriedivisionen waren aufgeteilt in zwei Armeekorps unter Generalmajor Douglas Haig und James Grierson (ab 17. August unter Smith-Dorrien), die Kavalleriedivision wurde von General Edmund Allenby geführt.
Während der Schlacht bei Mons am 23. August 1914 bildete das I. Corps zwischen Jemappes und dem Canal du Centre den rechten Flügel der Schlachtlinie und musste erst nach dem Durchbruch beim II. Corps, gegenüber dem deutschen IX. Armeekorps zurückgehen. Nach der Niederlage bei Mons und Le Cateau führte der allgemeine Rückzug die Briten bis zum 3. September an die Linie Gretz-Armainvilliers und Tournan-en-Brie zurück bis zur Seine. Der Einsatz der British Expeditionary Force entschied im September 1914 die Schlacht an der Marne.

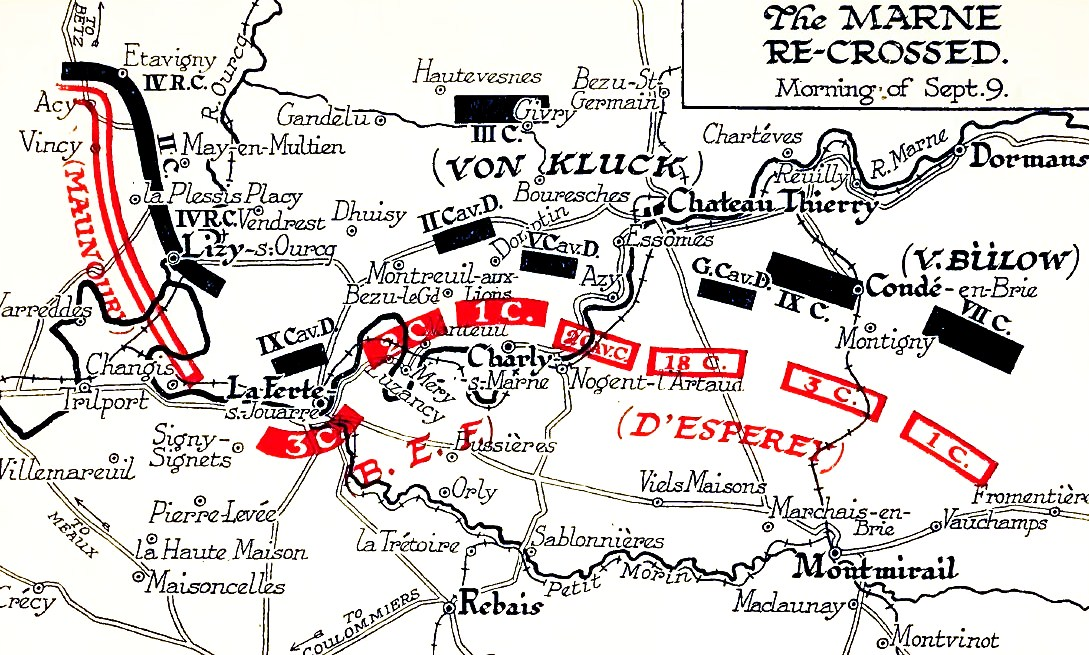
Lage an der Marne am 9. September 1914

Im Laufe des 8. September 1914 stieß die B.E.F. im Raum beiderseits Rebais nach der Verdrängung der deutschen Nachhut am Petit Morin 15 km nach Norden vor. Feldmarschall French ließ seine zwei Korps den Grand Morin bei La Ferté-sous-Jouarre und bei Viels-Maisons übersetzen und begann im Verein mit dem rechts vorgehenden Kavalleriekorps Conneau der französischen 5e Armée seinen Vorstoß nach Norden nach Chateau-Thierry. Die Kavallerie des General Gough operierte mit der 3rd und 5th Cavalry Brigade in enger Zusammenarbeit mit dem III. Corps, dessen 19th Brigade am linken Flügel über Montceaux-lès-Meaux die Verbindung mit der 8ème Division der französischen 6e Armée sicherstellte. Am rechten Flügel verfolgte das britische I. Corps, rechts mit der 1st Division (Generalmajor Samuel Lomax) an der Route Sablonnières, Hondevilliers, Nogent-l’Artaud, östlich von Charly-sur-Marne und links mit der 2nd Division über La Trétoire, Boitron, Pavant, westlich Charly-sur-Marne, Domptin nach Coupru. General Allenby hatte mit seiner Kavallerie die Marne-Brücken von Charly und Saulchery gesichert, indem er auf dem Plateau nördlich von Fontaine-Fauvel vorrückte und den schnellen Durchgang des I. Corps über diese Brücken deckte. Am linken Flügel verfolgte das II. Corps, rechts mit der 3rd und 4th Division über Saâcy und Méry sur-Marne auf Montreuil-aux-Lions, links davon begann die 19th Brigade des 3rd Corps den Vormarsch über La Ferté-sous-Jouarre nach Dhuisy. Die 1st Division erreichte Domptin und die Kavallerie ein paar Meilen weiter nördlicher die Höhen von Montgivrault. Die 3rd Division eroberte die Brücke bei Nanteuil und überquerte sie am frühen Morgen. Die britische 5th Division (Generalmajor Charles Fergusson) überquerte die Marne bei Méry, wurde jedoch eine Zeit lang von der deutschen Artillerie, die sich in der Nähe von Sablonnières befand, aufgehalten. Eine deutsche Nachhut (34. Brigade des General von Kraewel) verteidigte am 9. September den Marne-Übergang bei La Ferté noch energisch, stark unterstützt durch Artillerie, die aus der Höhe nördlich der Stadt feuerte. Die Ufer der Marne waren an dieser Stelle ziemlich steil und der Fluss wird auf beiden Seiten von einer Anhöhe dominiert. Das III. Corps hatten daher bei La Ferté-sous-Jouarre und die französische 8. Division bei Changis lange Schwierigkeiten, den Fluss zu überqueren. Für Feldmarschall French war es wichtig, dass die Truppen des II. Corps nicht zu weit nach Norden vordrangen, bevor nicht auch die Truppen des III. Corps vollständig am nördlichen Ufer der Marne etabliert waren. General Smith-Dorrien erhielt den Befehl, eine Division nach Dhuisy zu schicken, um den Rücken der deutschen Truppen zu bedrohen, die den Durchgang verteidigten. Die dazu beauftragte 5. Division konnte den feindlichen Widerstand jedoch nicht überwinden und erreichte Montreuil (2 Meilen südöstlich von Dhuisy) erst sehr spät in der Nacht. Die 4th Division (Generalmajor Thomas D’Oyly Snow) versuchte in zwei Kolonnen, zur Brücke bei La Ferté-sous-Jouarre vorzudringen und einen Brückenkopf am Nordufer zu errichten, doch alle ihre Versuche scheiterten durch das deutsche Artilleriefeuer. Erst als die Nacht hereinbrach, konnte Hunter Westons 11th Brigade das Südufer erreichen. Die 11th Brigade konnte um 22 Uhr einen Brückenkopf am Nordufer errichten. Der größte Teil der III. Corps überquerte die Marne in den frühen Morgenstunden des 10. September auf dieser Bootsbrücke. Am Nachmittag des 10. September überquerte Feldmarschall French die Marne im Sektor des I. Corps in Nogent. In der Nacht zum 10. September erreichte das britische Expeditionskorps die Linie La Ferté-Milon-Neuilly-Saint-Front-Rocourt.
Nach den Einsätzen an der Aisne (Vailly) folgte beim Wettlauf zum Meer die Verlegung der B.E.F. ins nördliche Artois und nach Flandern. Am 8. und 9. Oktober traf die Masse der Truppen mit der Bahn in Abbeville ein und erhielt Weisung getrennt vorzurücken: Das II. Corps wurde über Béthune als Vorhut nach La Bassée, das III. Corps über Estaires nach Armentières und das I. Corps über Hazebrouck nach Ypern verlegt. Das britische Kavalleriekorps (1st und 2nd Cavalry Division) deckte die Ankunft der Infanterie und drang bis 10. Oktober etwa 35 km tief nach Norden vor. Das II. Corps versuchte die noch nicht in nennenswerter Stärke versammelte deutsche 29. Division bei La Bassée nach Lille zurückzutreiben. Die 3rd Division hatte sich entlang des Aire-Kanals, direkt an den Übergängen aufgestellt und stand dort mit der 5th Division in Kontakt. Die 3rd Division rückte am 8. Oktober ab 14:30 Uhr nachmittags mit der 8th Brigade in Richtung Herlies zu den Höhen von Aubers vor, die 7. Brigade machte die Franzosen bei La Couture frei. Mit der 7th Brigade war auch das 2nd Royal Irish Rifles in die Kämpfe eingetreten. Die 8th Brigade wurde gestoppt und blieb mit Masse in Vieille-Chapelle stehen.
Ab Mitte Oktober war die B.E.F. in der Ersten Schlacht um Ypern bei Armentieres und Messines in fünf Korpsgruppen organisiert:

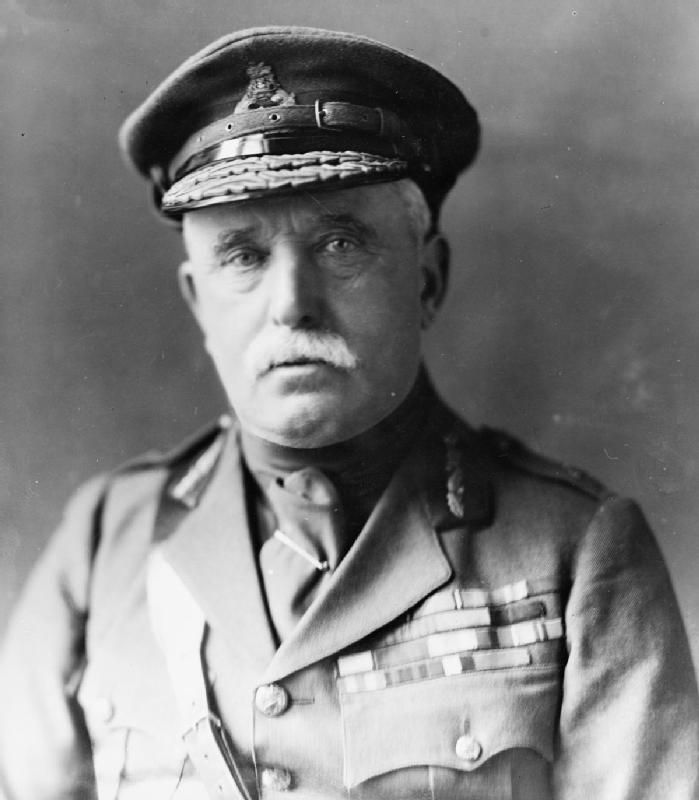
John French

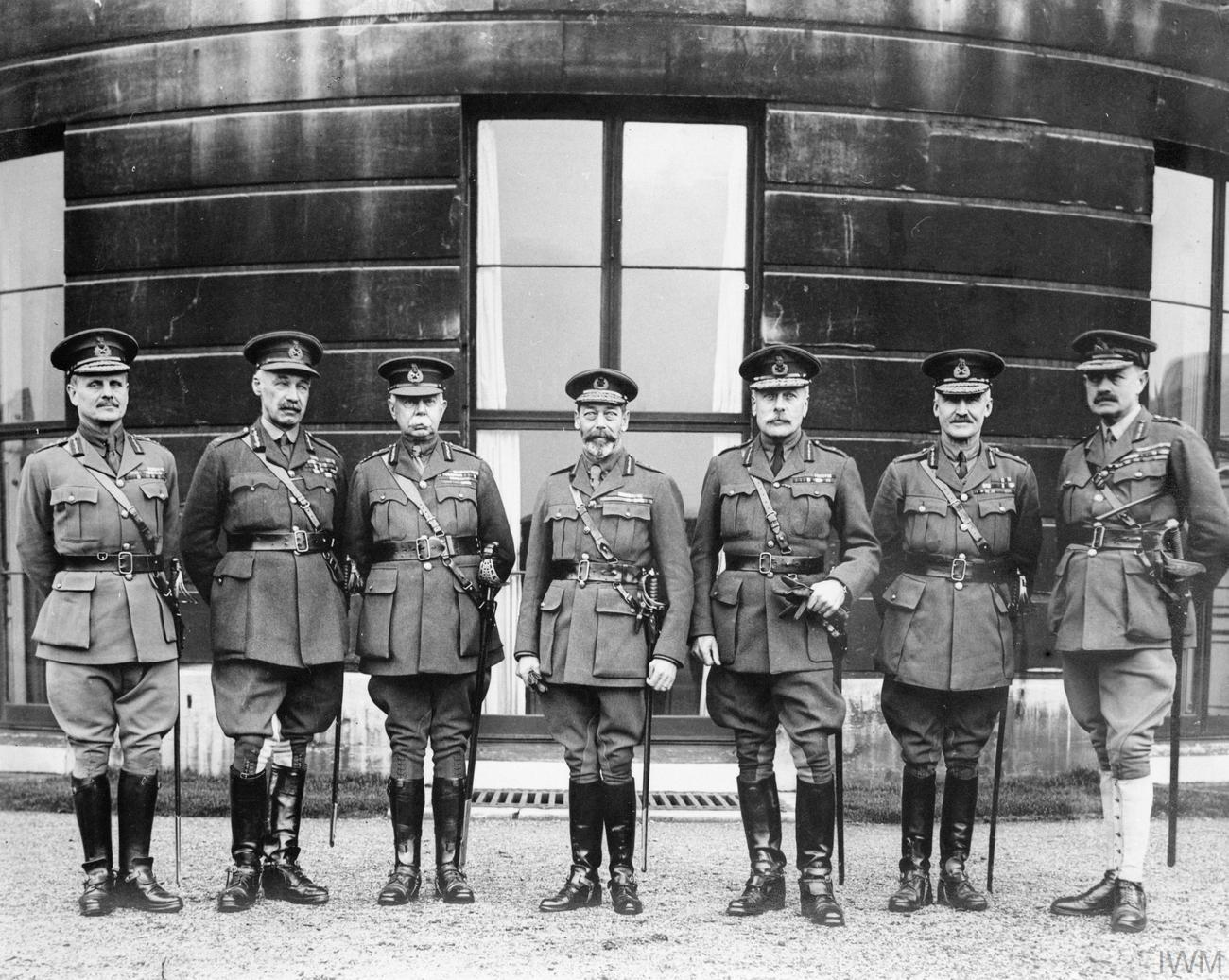
King George V. und die Armeeführer der B.E.F., von links nach rechts: William Birdwood (5. Armee), Henry Rawlinson (4. Armee), Herbert Plumer (2. Armee), King George V., Douglas Haig (GOC), Henry Horne (1. Armee) und Julian Byng (3. Armee), November 1918

Oberbefehlshaber: Feldmarschall John D. French
Generalstabschef: Generalleutnant Archibald J. Murray
I. Korps (Generalleutnant Douglas Haig)
- 1. Division (Generalmajor Samuel Lomax)
- 2. Division (Generalmajor Charles Monro)

II. Korps (Generalleutnant Horace Smith-Dorrien)
- 3. Division (Generalmajor Hubert Hamilton)
- 5. Division (Generalmajor Charles Fergusson, ab 26. Oktober Thomas Morland)

III. Korps (Generalleutnant William Pulteney)
- 4. Division (Generalmajor Henry Wilson)
- 6. Division (Generalmajor John L. Keir)

IV. Korps (Generalleutnant Henry Rawlinson)
- 7. Division (Generalmajor Thompson Capper)
- 8. Division (Generalmajor Francis J. Davies)

Kavallerie Korps (Generalleutnant Edmund H. Allenby)
- 1. Kavallerie-Division (Generalmajor Henry de B. de Lisle)
- 2. Kavallerie-Division (Generalmajor Hubert Gough)
- 3. Kavallerie-Division (Generalmajor Julian H. Byng)

Das indische Corps mit zwei Divisionen unter General James Willcocks wurde ebenfalls in das Expeditionskorps eingegliedert. Die indischen Truppen kamen ab 20. September 1914 in Marseille an, dazu kam noch das indische Kavalleriekorps mit ebenfalls zwei Divisionen. Nach dem Abflauen der Ersten Flandernschlacht wurde die British Expeditionary Force durch die neuaufgestellten Kitchener-Divisionen der Territorial-Force ergänzt. Zum Jahresende 1914 wurde die B.E.F. deshalb in 1. Armee unter Haig und 2. Armee unter Smith-Dorrien, später Herbert Plumer, neu organisiert.
Wegen seiner unentschlossenen Führung wurde French für die britischen Fehlschläge und die hohen Verluste verantwortlich gemacht und im Dezember 1915 durch seinen Stellvertreter und Oberbefehlshaber der 1. Armee Haig ersetzt. Als Generalstabschef des B.E.F. wurde Generalleutnant Launcelot E. Kiggell bestimmt. Das britische Hauptquartier befand sich von Anfang April 1916 bis zur Auflösung im April 1919 auf Château de Beaurepaire bei Montreuil, nur während der Schlacht an der Somme verlegte General Haig seinen Gefechtsstand nach Beauquesne.
Weitere Armeen wurden wie folgt aufgestellt:
- die 3. Armee im Juli 1915 unter Charles Monro
- die 4. Armee im Februar 1916 unter Henry Rawlinson
- die Reservearmee im Mai 1916, im Oktober 1916 umbenannt in 5. Armee unter Hubert Gough

Weitere britische Expeditionskorps im Ersten Weltkrieg wurden im Mittelmeer (Mediterranean Expeditionary Force), Mesopotamien, Ägypten/Palästina, an der Saloniki-Front auf dem Balkan und in Italien eingesetzt. Diese wurden teilweise von Expeditionskorps der britischen Dominions Kanada, Australien und Neuseeland unterstützt.

## Zweiter Weltkrieg

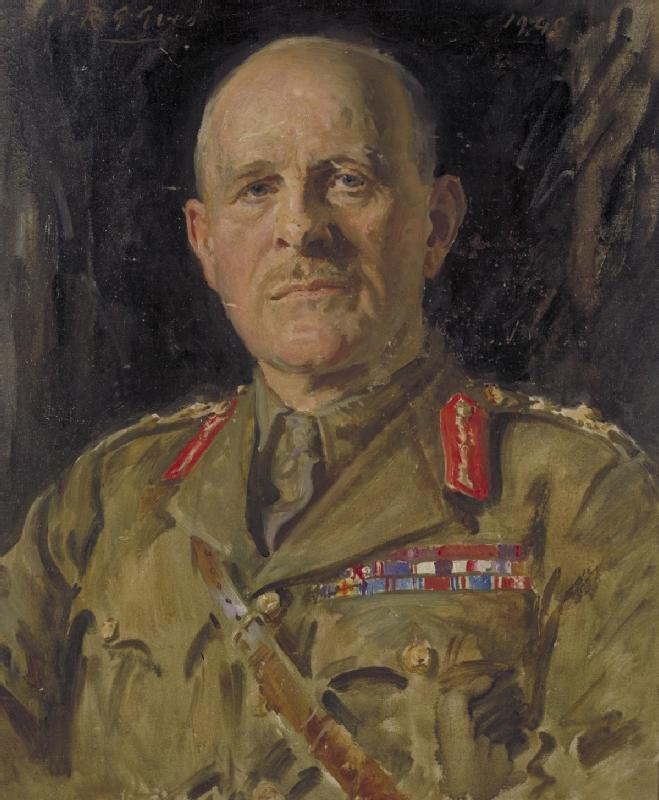
Lord John Gort

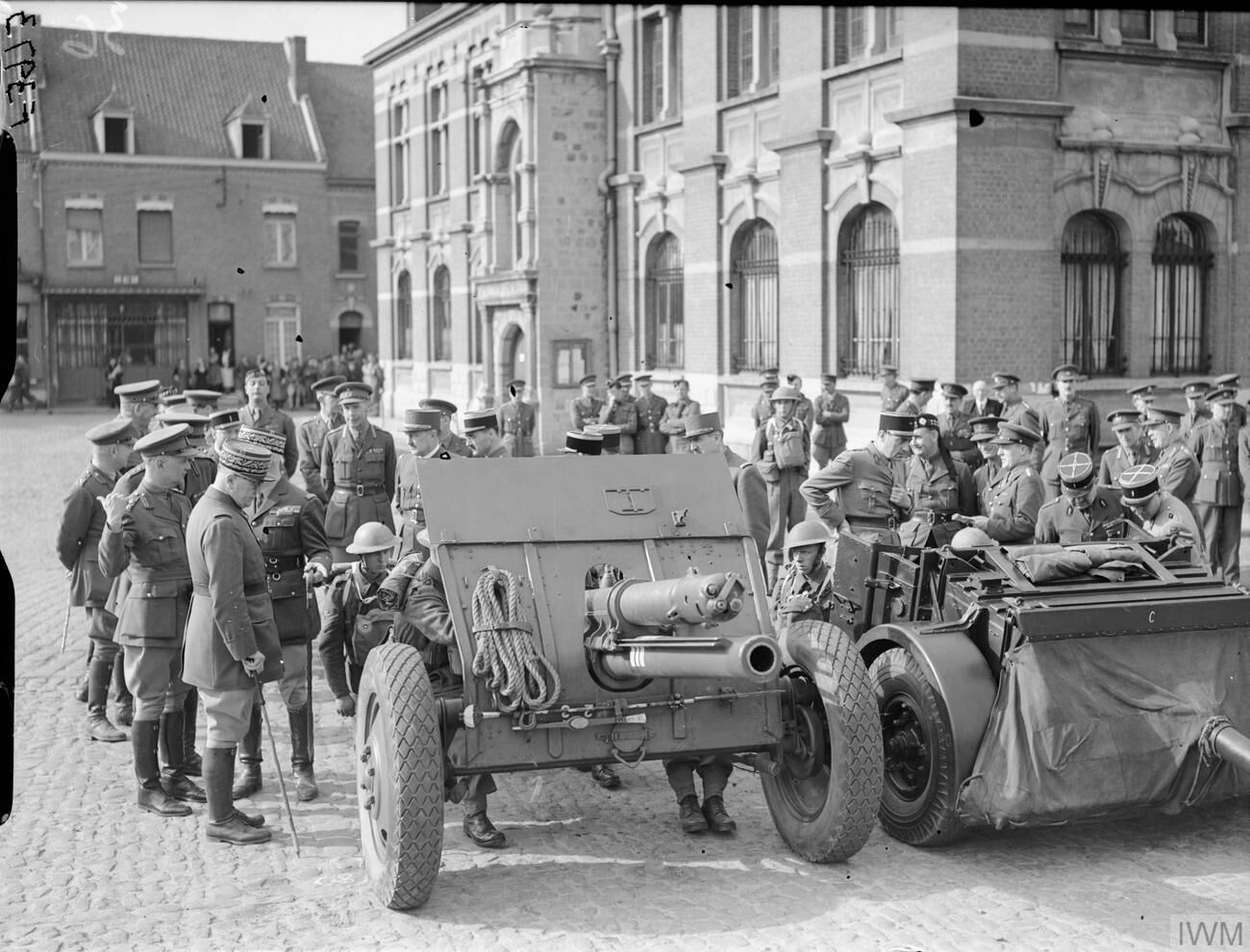
Ein Ordnance QF-18-Pfünder der BEF (1940)

Nach der sogenannten Zerschlagung der Rest-Tschechei durch Nazideutschland im März 1939 beendeten Frankreich und Großbritannien die Appeasement-Politik und erklärten Deutschland nach dem deutschen Angriff auf Polen am 3. September 1939 den Krieg.
Ein neues British Expeditionary Force wurde ausgerüstet und nach Frankreich gesandt, zum Oberbefehlshaber wurde General Lord Gort ernannt. Die britischen Truppen wurden wegen der deutschen U-Bootgefahr nicht direkt an den Kanalhäfen ausgeladen, sondern großteils über Cherbourg geleitet, die Formationen der rückwärtigen Dienste landeten in Brest und St. Nazaire. Das Hauptquartier der BEF wurde am 14. September 1939 zunächst in Le Mans eingerichtet, bis 21. September waren die beiden ersten Corps zwischen Le Mans und Laval konzentriert. Aufgrund der defensiven Strategie der Westalliierten kam es in den ersten Kriegsmonaten zu keiner Offensive gegen Deutschland, eine solche war erst für das Jahr 1941 geplant. Deshalb fanden vom Spätsommer 1939 bis zum Frühjahr 1940 an der französisch-deutschen Grenze keine größeren Gefechte statt, so dass diese Phase in Deutschland auch als Sitzkrieg, in Großbritannien als Phoney War und in Frankreich als Drôle de Guerre bezeichnet wurde.
Anfang Oktober 1939 übernahm das I. Corps den Front-Abschnitt Maulde-Gruson, am 12. Oktober das II. Corps den Abschnitt von Bouvines bis Lannoy. Im Januar 1940 traf die 48th Division, im Februar die 51st und die 50th Division neu auf dem Festland ein. Ende März 1940 wurde das III. Corps (42nd, 44th und 51st Division) gelandet, endlich trafen im April noch die 12th, 23rd. und 46th Division in Nordfrankreich ein.

### Organisation der British Expeditionary Force im Mai 1940
British Expeditionary Force – General Lord Gort
- I. Corps Lieutenant General Michael Barker
  - 1st Infantry Division – Major General H. R. L. G. Alexander
  - 2nd Infantry Division – Major General H. C. Loyd, ab 20. Mai Noel Irwin
  - 48th (South Midland) Infantry Division – Major General A. F. A. N. Thorne
- II. Corps Lieutenant General Alan Brooke
  - 3rd Infantry Division – Major General Bernard Law Montgomery
  - 4th Infantry Division – Major General Dudley Graham Johnson
  - 50th (Northumbrian) Infantry Division – Major General G. Le Q. Martel
- III. Corps Lieutenant General R. F. Adam
  - 5th Infantry Division – Major General Harold Franklyn
  - 42nd (East Lancashire) Infantry Division – Major General William G. Holmes
  - 44th (Home Counties) Infantry Division – Major General Edmund Osborne
  - 51st (Highland) Infantry Division – Major General V. M. Fortune

- Weitere Armeetruppen
  - 1st Armoured Division – Major General Roger Evans
  - 52nd (Lowland) Infantry Division – Major General J. S. Drew
  - 12th (Eastern) Infantry Division – Major-General R. L. Petre
  - 23rd (Northumbrian) Infantry Division – Major General A. E. Herbert
  - 46th (West Riding) Infantry Division – Major General H. O. Curtis

Am 10. Mai 1940 begann die deutsche Wehrmacht den Westfeldzug. Das BEF besetzte geplante Stellungen in Belgien; nach dem deutschen Durchbruch nahe Sedan musste es sich jedoch aus Belgien zurückziehen. Der deutsche Vormarsch kam unerwartet rasch voran, so dass das britische Kriegskabinett bereits am 19. Mai einen Abtransport der British Expeditionary Forces (BEF) erwog.
In der Operation Dynamo erfolgte der Abtransport der britischen Truppen. Im Rahmen der Operation wurde vom 26. Mai bis zum 4. Juni 1940 nahezu das gesamte britische Expeditionskorps in Frankreich und Teile der französischen Armee, die von deutschen Truppen bei Dünkirchen eingekesselt waren, auf dem Seeweg nach Großbritannien evakuiert. Bis zum 4. Juni konnten insgesamt 338.226 alliierte Soldaten, davon etwa 110.000 französische, übergesetzt werden.